# 劉整 (永樂進士)
劉整（14世紀—15世紀），山西太原府盂縣小湖村人，明朝政治人物。

## 生平
劉整是永樂十五年（1417年）的舉人，十九年（1421年）成進士，獲授定安知縣，不苛察而教化人民。陞任華州知州，在當地興利除害，不費民財去修葺破舊的公署，得州人立生祠祭祀；景泰元年（1450年）再陞為山東布政司參議，因疏通河道有功賜表裏服色，轉任參政、陝西按察司僉事。兒子劉時敏任中城兵馬司吏目，劉時勉任平涼經歷。

## 引用
1. 1 2  光緒《盂縣志·卷十六·列傳上》：劉整，登永樂辛丑進士第，任定安縣，不事苛察而民化；陞華州知州，興利除害，州人立生祠。再陞山東布政司參議，濬漕河有功，賜表裏服色，轉參政。子時敏任中城兵馬司吏目，時勉任平涼經歷。
2. ↑  光緒《盂縣志·卷十二·選舉表上》：（永樂）十五年 丁酉科（舉人）……劉整 見科甲……十九年 辛丑科 曾鶴齡榜 劉整 小湖村人，有傳，山東布政司參政
3. ↑  《明英宗睿皇帝實錄·卷一百九十八·廢帝郕戾王附錄·第十六》：（景泰元年十一月）丙寅陞戶部郎中謝佑為廣東布政司右參政，知府常景先為廣西右參政，給事中豐慶為河南右參議，僉事方勉為湖廣右參議，知州劉整為山東右參議，監察御史丁瑄為廣東按察副使，僉事朱良暹為江西副使，王亮為山東副使，郎中王矩為江西袁州府知府。
4. ↑  光緒《華州初志·卷十二·官師列傳》：明華州知州劉公整 公以正統間進士尹安定【定安】，陞華州，明達能文，吏不敢欺，歲久諸公署敝，公葺之一新，不費民財而資力有餘，陞陝西按察司僉事。